# Eupithecia schiefereri
Eupithecia schiefereri is een vlinder uit de familie spanners (Geometridae). De wetenschappelijke naam is voor het eerst geldig gepubliceerd in 1893 door Bohatsch.
De soort komt voor in Europa.